# Wolfgang Schmidt (atleta)
Wolfgang Schmidt (República Democrática Alemana, 16 de enero de 1954) es un atleta alemán retirado, especializado en la prueba de lanzamiento de disco en la que llegó a ser subcampeón olímpico en 1976.

## Carrera deportiva
En los JJ. OO. de Montreal 1976 ganó la medalla de plata en el lanzamiento de disco, llegando hasta los 66.22 metros, quedando en el podio tras el estadounidense Mac Wilkins (oro) y por delante de otro estadounidense John Powell (bronce).